# Байгузино (Янаульский район)
Байгузино (баш. Байғужа) — село в Янаульском районе Башкортостана.
Административный центр Байгузинского сельсовета.

## Географическое положение
Находится на правом берегу реки Орья. Расстояние до:
- районного центра (Янаул): 15 км,
- ближайшей ж/д станции (Янаул): 15 км.

## История
Деревня Байгузино основана по договору 1653 года о припуске ясачными татарами на землях башкир Уранской волости Осинской дороги. В 1689, 1776 годах здесь поселились новые группы татар. В 1748 году здесь было зафиксировано 86 ревизских душ ясачных татар. 48 татар участвовали в Пугачёвском бунте. По V ревизии 1795 года здесь было 387 человек (183 мужчины, 204 женщины).
В 1816 году VII ревизией было учтено 553 человека в 93 дворах. VIII ревизия 1834 года учла 763 человека, которые в 1842 году владели 401 лошадью, 317 коровами, 204 овцами и 341 козой. Пчеловоды имели 60 ульев. Было 2 мельницы. О земледелии материалов не сохранилось. В 1859 году учтено 20 башкир-вотчинников в 3 дворах и 1147 тептярей-припущенников в 208 домах.
В конце 1865 года — деревня Байгузина 3-го стана Бирского уезда Уфимской губернии, 345 дворов и 1332 жителя (679 мужчин и 653 женщины), из них 1303 тептяря, 22 башкира и 7 русских. Имелись 2 мечети и при них 2 училища, 2 водяные мельницы; жители занимались сельским хозяйством и лесным промыслом. Деревня стала центром Байгузинской волости.
В начале XVIII века планировалось превратить деревню в уездный городок типа Бирска. По указу царя здесь должны были строить амбары для хранения хлеба. Народ сопротивлялся, началось восстание. Позже старики не разрешили разместить базар, он появился в Айбуляке. Также сопротивлялись, когда в 1895 году хотели построить школу. Люди испугались, что дети научатся русской грамоте, примут христианство. Первая школа появилась только в 1912 году в частном доме.
В 1896 году в деревне, центре Байгузинской волости IV стана Бирского уезда — 283 двора и 1780 жителей (965 мужчин, 815 женщин). Имелись 2 мечети, татарская школа, кузница и 2 бакалейные лавки. По данным переписи 1897 года в деревне проживало 1542 жителя (762 мужчины и 780 женщин), из них 1495 были магометанами.
В 1906 году — деревня Байгузина, 313 дворов и 1790 человек (960 мужчин, 830 женщин), 2 мечети, 3 бакалейные лавки и 2 водяные мельницы.
По данным подворной переписи, проведённой в уезде в 1912 году, деревня входила в состав Байгузинского сельского общества Байгузинской волости. В ней имелось 373 хозяйства, где проживало 1759 человек (906 мужчин, 853 женщины). Количество надельной земли составляло 4199 казённых десятин (из неё 223,89 десятин сдано в аренду), в том числе 3898 десятин пашни и залежи, 169 десятин сенокоса, 2 десятины выгона, 91 десятину усадебной земли и 39 — неудобной земли. Также 284,8 десятин было арендовано. Посевная площадь составляла 1567,48 десятин, из неё 46,8 % занимала рожь, 25,4 % — овёс, 7,3 % — греча, 7,1 % — горох, 5,1 % — полба и 4,4 % — пшеница, остальные культуры (в основном просо и конопля) занимали 3,9 % посевной площади. Из скота имелось 485 лошадей, 540 голов КРС, 1371 овца и 148 коз. 124 человека занимались промыслами. 4 хозяйства держали 31 улей пчёл.
Послереволюционные войны не прошли мимо Байгузина. Деревню занимали белочехи во время Гражданской, боеприпасов с обеих сторон, видимо, не жалели. Ещё в начале семидесятых годов дети находили в огородах и гильзы, и целые пули, остатки винтовок. В 1918 году образован Байгузинский сельсовет.
В 1920 году по официальным данным в деревне той же волости 386 дворов и 1060 жителей (534 мужчины, 526 женщин), по данным подворного подсчета — 1916 тептярей и 15 русских в 385 хозяйствах. К 1925 году число хозяйств сократилось до 293; в 1926 году деревня входила в состав Янауловской волости Бирского кантона Башкирской АССР.
В 1939 году в деревне Байгузино, центре Байгузинского сельсовета Янаульского района — 1465 жителей.
В 1959 году в деревне Байгузино Айбулякского сельсовета — 1008 жителей. Байгузинский сельсовет образовался вновь в 1967 году. 
В 1970-м в селе Байгузино, центре Байгузинского сельсовета — 1072 человека.
В 1979 году — 817 человек, в 1989-м — 523 жителя.
В 2002 году — 488 человек (204 мужчины, 284 женщины), башкиры (67 %) и татары (30 %).
В 2010 году — 487 человек (218 мужчин, 269 женщин).

## Население
| 2002 | 2009 | 2010 |
| ---- | ---- | ---- |
| 488  | ↘483 | ↗487 |

## Инфраструктура
- Имеются средняя школа, детский сад, дом культуры, библиотека[4]. Также есть почтовое отделение, магазин, 2 кладбища[23].
- Из предприятий — мини-пекарня, недействующие машинно-тракторная мастерская и зерноток[23].
- Памятник Герою Советского Союза Гайнанше Хайдаршиновичу Хайдаршину.

## Религия
В деревне есть мечеть.

## Люди, связанные с селом
- Хайдаршин, Гайнанша Хайдаршинович (1911—2004) — участник Великой Отечественной войны, Герой Советского Союза (1943).
- Ягафаров, Сабит Фатихович (1935—1981) — буровой мастер, Герой Социалистического Труда (1975).